# Verlag für Standardisierung
Der Verlag für Standardisierung war ein Verlag in Leipzig und Ost-Berlin.

## Geschichte
Der Verlag für Standardisierung bestand spätestens seit 1979 in Leipzig. Er arbeitete eng mit dem Amt für Standardisierung, Meßwesen und Warenprüfung zusammen. In dessen Gebäude in der Wallstraße 16 in Berlin-Mitte hatte er spätestens seit 1981 seinen Sitz. In Leipzig bestand weiter eine Postadresse (und Außenstelle?).
Im Verlag für Standardisierung erschienen Bücher und weitere Publikationen des Amts für Standardisierung, Meßwesen und Warenprüfung sowie weiterer Autoren, vor allem mit Veröffentlichungen von technischen Normen.
1988/89 gab es auch Vereinbarungen mit dem Beuth-Verlag aus der Bundesrepublik über Veröffentlichungsrechte.
1990 wurde der Verlag wahrscheinlich aufgelöst, das Amt für Standardisierung wurde dem westdeutschen Amt für Meßwesen eingegliedert.
Einige Archivalien des Verlages für Standardisierung befinden sich im Bundesarchiv in Berlin.